# Hadja Lahbib
Hadja Lahbib (ur. 21 czerwca 1970 w Boussu) – belgijska i walońska dziennikarka oraz polityk algierskiego pochodzenia, w latach 2022–2024 minister spraw zagranicznych, od 2024 członkini Komisji Europejskiej.

## Życiorys
Absolwentka dziennikarstwa i komunikacji na Université Libre de Bruxelles, przez dwa lata pracowała na tej uczelni. Od 1997 była zatrudniona w RTBF, francuskojęzycznym publicznym nadawcy radiowo-telewizyjnym. Była prezenterką wiadomości telewizyjnych, prowadziła programy kulturalne, realizowała też reportaże (m.in. z Afganistanu i Bliskiego Wschodu) oraz filmy dokumentalne (m.in. Patience, patience t'iras au Paradis!). W 2019 odeszła ze stanowiska prezenterki, w następnym roku objęła w RTBF stanowisko menedżerskie.
W lipcu 2022 dołączyła do rządu Alexandra De Croo, z rekomendacji Ruchu Reformatorskiego została w nim powołana na urząd ministra spraw zagranicznych, europejskich i handlu zagranicznego oraz ds. federalnych instytucji kultury; zastąpiła na tej funkcji Sophie Wilmès. W tym samym miesiącu pewną krytykę wzbudził jej wyjazd z 2021 na zaanektowany przez Rosję Krym. Przypomniano, że Hadja Lahbib na podstawie rosyjskiej wizy udała się tam przez Rosję na festiwal kulturalny współorganizowany przez córkę Władimira Putina, a w przygotowanym z wyjazdu reportażu pominięto problem aneksji tego terytorium.
Wstąpiła w trakcie urzędowania do Ruchu Reformatorskiego. W 2024 uzyskała mandat posłanki do parlamentu Regionu Stołecznego Brukseli. W tym samym roku dołączyła do nowej Komisji Europejskiej kierowanej przez Ursulę von der Leyen (z kadencją od 1 grudnia 2024) jako komisarz do spraw gotowości i zarządzania kryzysowego oraz równości. W związku z tą nominacją zakończyła pełnienie funkcji rządowej.